# Nirronkero
Nirronkero är en kulle i Finland. Den ligger i Muonio kommun och landskapet Lappland, i den norra delen av landet, 900 km norr om huvudstaden Helsingfors. Toppen på Nirronkero är 372 meter över havet.
Terrängen runt Nirronkero är huvudsakligen lite kuperad.  Trakten runt Nirronkero är nära nog obefolkad, med mindre än två invånare per kvadratkilometer.